# 篆香
篆香是一种始于唐代的焚香和品香方式，俗称“印香”，为香学的重要组成部分。过程分为三步，铺灰，打篆，燃篆。铺灰即是使用香灰在香炉内做铺垫，提供平面的同时助燃。打篆则是将香粉用模具做成相应的篆文形状。香粉可以用单方（单独使用檀香或者沉香）或者合方（加入其他香料）。其后燃其一端，火焰依压制成型的篆字印记顺序燃尽。燃香过程即是品香。